# Cresera ockendeni
Cresera ockendeni là một loài bướm đêm thuộc phân họ Arctiinae, họ Erebidae.